# 博內費米鎮區 (密蘇里州霍華德縣)
博內費米鎮區（英語：Bonne Femme Township）是位於美國密蘇里州霍華德縣的一個行政鎮區。

## 地方資料
博內費米鎮區的面積為127.67平方千米，當中陸地面積為127.07平方千米，而水域面積為0.60平方千米。根據2020年美國人口普查的數據，當地共有人口618人，而人口密度為每平方千米4.84人。